# 오오
오오(五五)는 바둑판 위의 위치를 가리키는 바둑 용어로, 바둑판의 가장 구석을 (1,1)로 두었을 때 좌표로 (5,5)의 지점을 말한다. 보통 상수가 하수와의 바둑에서 쓰는 편이다. 1930년대 일본의 신포석 시대에 기타니 미노루가 시도했고 2000년 작은기성전에서 야마시타 게이고가 즐겨 사용했다.
|  |  |  |  |  |  |  |  |  |
|  |  |  |  |  |  |  |  |  |
|  |  |  |  |  |  |  |  |  |
|  |  |  |  |  |  |  |  |  |
|  |  |  |  |  |  |  |  |  |
|  |  |  |  |  |  |  |  |  |
|  |  |  |  |  |  |  |  |  |
|  |  |  |  |  |  |  |  |  |
|  |  |  |  |  |  |  |  |  |

## 특징
오오는 바둑판 구석 중에서 오선과 오선의 교차점에 바둑돌을 놓는 것으로 착점의 위치로는 높다. 따라서 실리는 부족하지만 구석에 침입을 유도하여 세력을 구축하고 모양으로 공격하고 적극적으로 싸우는 스타일에게 적합하다고 할 수 있다.